# Liste der Bodendenkmale in Erxleben (Landkreis Börde)
In der Liste der Bodendenkmale in Erxleben sind alle Bodendenkmale der Gemeinde Erxleben und ihrer Ortsteile aufgelistet. Grundlage ist die Veröffentlichung der Landesdenkmalliste mit Stand vom 25. Februar 2016.  Die Baudenkmale sind in der Erxleben aufgeführt.

Der Link (Karte oder Lage) führt zu verschiedenen Kartendiensten mit der Position des Kulturdenkmals. Fehlt dieser Link, wurden die Koordinaten noch nicht eingetragen. Sind diese bekannt, können sie über ein Tool mit einer Kartenansicht einfach nachgetragen werden. In dieser Kartenansicht sind Kulturdenkmale ohne Koordinaten mit einem roten bzw. orangen Marker dargestellt und können durch Verschieben auf die richtige Position in der Karte mit Koordinaten versehen werden. Kulturdenkmale ohne Bild sind an einem blauen bzw. roten Marker erkennbar.

| Denkmal-ID | Fundart                | Ortsteil         | Bezeichnung                       | Zeitstellung | Lage                              | Bemerkungen | Bild |
| ---------- | ---------------------- | ---------------- | --------------------------------- | ------------ | --------------------------------- | --- | ---- |
| 428312062  | Befestigung > Burg     | Bartensleben     | überbaute Burganlage              | undatiert    | südliche Allerniederung (Lage)    | rechteckige bis leicht ovale Anlage mit breitem noch gut gefülltem Wassergraben                                           |      |
| 428312056  | Grabmal > Grabhügel    | Erxlebener Forst | Hügelgräberfeld „Buchberg“        | Bronzezeit   | Erxlebener Forst, Buchberg (Lage) | Auf dem Areal um den „zentralen“ Hügel gibt es weitere, leichte, jedoch visuell kaum sichtbare Erhöhungen.                |      |
| 428312057  | Wüstung                | Erxleben         | Wüstung Rixdorf mit Burghügelrest | undatiert    | ()                                | kein Burghügel erkennbar                                                                                                  |      |
| 428312058  | Befestigung > Burg     | Erxleben         | Wasserburg                        | undatiert    | Dorfmitte (Lage)                  | Im östlichen Bereich außerhalb des Schlosses ist noch ein Burggraben erkennbar, ihm folgt der Schlosspark.                |      |
| 428312054  | Grabmal > Megalithgrab | Erxlebener Forst | Megalithgrab „Heidenkrippe“       | undatiert    | im Forst (Lage)                   | Von diesem Großsteingrab sind noch 9 Steine vorhanden, die sich allerdings nicht mehr an ihrer Originalposition befinden. |      |
| 428312055  | Grabmal > Grabhügel    | Erxlebener Forst | Hügelgräberfeld, ca. 31 Grabhügel | Bronzezeit   | im Forst ()                       | |      |